# Lista över månens kratrar, T–Z
Detta är en underlista till lista över månens kratrar.

## T
| Krater          | Diameter | Eponym                                             |
| --------------- | -------- | -------------------------------------------------- |
| T. Mayer        | 33 km    | Tobias Mayer (1723–1762)                           |
| Tacchini        | 40 km    | Pietro Tacchini (1838–1905)                        |
| Tacitus         | 39 km    | Cornelius Tacitus (cirka 55–120)                   |
| Tacquet         | 7 km     | André Tacquet (1612–1660)                          |
| Taizo           | 6 km     | (Japanskt mansnamn)                                |
| Talbot          | 11 km    | William Henry Fox Talbot (1800–1877)               |
| Tamm            | 38 km    | Igor Tamm (1895–1971)                              |
| Tannerus        | 28 km    | Adam Tanner (1572–1632)                            |
| Taruntius       | 56 km    | Lucius Taruntius Firmanus (uppmärksammad 86 f.Kr.) |
| Taylor          | 42 km    | Brook Taylor (1685–1731)                           |
| Tebbutt         | 31 km    | John Tebbutt (1834–1916)                           |
| Teisserenc      | 62 km    | Léon Philippe Teisserenc de Bort (1855–1913)       |
| Tempel          | 45 km    | Ernst Wilhelm Leberecht Tempel (1821–1889)         |
| Ten Bruggencate | 59 km    | Paul ten Bruggencate (1901–1961)                   |
| Tereshkova      | 31 km    | Valentina Teresjkova (1937–)                       |
| Tesla           | 43 km    | Nikola Tesla (1856–1943)                           |
| Thales          | 31 km    | Thales från Miletos (cirka 636–546 f.Kr.)          |
| Theaetetus      | 24 km    | Theaetetus (cirka 380 f.Kr.)                       |
| Thebit          | 56 km    | Thabit ibn Qurra (826–901)                         |
| Theiler         | 7 km     | Max Theiler (1899–1972)                            |
| Theon Junior    | 17 km    | Theon från Alexandria (cirka 380)                  |
| Theon Senior    | 18 km    | Theon från Smyrna (cirka 100)                      |
| Theophilus      | 110 km   | Theofilos i Alexandria (412)                       |
| Theophrastus    | 9 km     | Theofrastos (372–287 f.Kr.)                        |
| Thiel           | 32 km    | Walter Thiel (1910–1943)                           |
| Thiessen        | 66 km    | Georg Heinrich Thiessen (1914–1961)                |
| Thomson         | 117 km   | Joseph John Thomson (1856–1940)                    |
| Tikhomirov      | 65 km    | Nikolaj Ivanovich Tikhomirov (1860–1930)           |
| Tikhov          | 83 km    | Gavriil Adrianovich Tikhov (1875–1960)             |
| Tiling          | 38 km    | Reinhold Tiling (1890–1933)                        |
| Timaeus         | 32 km    | Timaeus (cirka 400 f.Kr.)                          |
| Timiryazev      | 53 km    | Kliment Timiriaziew (1843–1920)                    |
| Timocharis      | 33 km    | Timocharis (flourished cirka 280 f.Kr.)            |
| Tiselius        | 53 km    | Arne Wilhelm Kaurin Tiselius (1902–1971)           |
| Tisserand       | 36 km    | François Félix Tisserand (1845–1896)               |
| Titius          | 73 km    | Johann Daniel Titius (1729–1796)                   |
| Titov           | 31 km    | Gherman Titov (1935–2000)                          |
| Tolansky        | 13 km    | Samuel Tolansky (1907–1973)                        |
| Torricelli      | 22 km    | Evangelista Torricelli (1608–1647)                 |
| Toscanelli      | 7 km     | Paolo Dal Pozzo Toscanelli (1397-1482)             |
| Townley         | 18 km    | Sidney Dean Townley (1867–1946)                    |
| Tralles         | 43 km    | Johann Georg Tralles (1763–1822)                   |
| Triesnecker     | 26 km    | Franz de Paula Triesnecker (1745–1817)             |
| Trouvelot       | 9 km     | Étienne Léopold Trouvelot (1827–1895)              |
| Trumpler        | 77 km    | Robert Julius Trumpler (1866–1956)                 |
| Tsander         | 181 km   | Friedrich Arturowitsch Zander (1887–1933)          |
| Tseraskiy       | 56 km    | Vitolʹd Karlovic Tseraskiy (Ceraski) (1849–1925)   |
| Tsinger         | 44 km    | Nikolaj Yakovlevich Tsinger (Zinger) (1842–1918)   |
| Tsiolkovskiy    | 185 km   | Konstantin Tsiolkovskij (1857–1935)                |
| Tsu Chung-Chi   | 28 km    | Zu Chongzhi (430–501)                              |
| Tucker          | 7 km     | Richard Hawley Tucker (1859–1952)                  |
| Turner          | 11 km    | Herbert Hall Turner (1861–1930)                    |
| Tycho           | 102 km   | Tycho Brahe (1546–1601)                            |
| Tyndall         | 18 km    | John Tyndall (1820–1893)                           |

## U
| Krater      | Diameter | Eponym                             |
| ----------- | -------- | ---------------------------------- |
| Ukert       | 23 km    | Friedrich August Ukert (1780–1851) |
| Ulugh Beigh | 54 km    | Ulugh Beg (1394–1449)              |
| Urey        | 38 km    | Harold Urey (1893–1981)            |

## V
| Krater         | Diameter | Eponym                                                                                   |
| -------------- | -------- | ---------------------------------------------------------------------------------------- |
| Väisälä        | 8 km     | Yrjö Väisälä (1891–1971)                                                                 |
| Valier         | 67 km    | Max Valier (1895–1930)                                                                   |
| van Albada     | 21 km    | Gale Bruno van Albada (1912–1972)                                                        |
| Van Biesbroeck | 9 km     | George Van Biesbroeck (1880–1974)                                                        |
| Van de Graaff  | 233 km   | Robert Van de Graaff (1901–1967)                                                         |
| Van den Bergh  | 42 km    | George van den Bergh (1890–1966)                                                         |
| van den Bos    | 22 km    | Willem Hendrik van den Bos (1896–1974)                                                   |
| Van der Waals  | 104 km   | Johannes Van der Waals (1837–1923)                                                       |
| Van Gent       | 43 km    | Hendrik van Gent (1899–1947)                                                             |
| Van Maanen     | 60 km    | Adriaan Van Maanen (1884–1946)                                                           |
| van Rhijn      | 46 km    | Pieter Johannes van Rhijn (1886–1960)                                                    |
| Van Vleck      | 31 km    | John Monroe Van Vleck (1833–1912)                                                        |
| Van Wijk       | 32 km    | Uco van Wijk (1924–1966)                                                                 |
| van't Hoff     | 92 km    | Jacobus van ’t Hoff (1852–1911)                                                          |
| Vasco da Gama  | 83 km    | Vasco da Gama (1469–1524)                                                                |
| Vashakidze     | 44 km    | Mikheil Alexandres dze Vashakidze (1909–1956)                                            |
| Vavilov        | 98 km    | Nikolaj Ivanovitj Vavilov (1887–1943)                                                    |
| Vavilov        | 98 km    | Sergej Ivanovitj Vavilov (1891–1951)                                                     |
| Vega           | 75 km    | Jurij Vega (1754–1802)                                                                   |
| Vendelinus     | 131 km   | Godefroid Wendelin (1580–1667)                                                           |
| Vening Meinesz | 87 km    | Felix Andries Vening Meinesz (1887–1966)                                                 |
| Ventris        | 95 km    | Michael George Francis Ventris (1922–1956)                                               |
| Vera           | 2 km     | (Latinskt kvinnonamn)                                                                    |
| Vernadskij     | 91 km    | Vladimir Vernadskij (1863–1945)                                                          |
| Verne          | 2 km     | (Jules Verne)                                                                            |
| Vertregt       | 187 km   | Marinus Vertregt (1897–1973)                                                             |
| Very           | 5 km     | Frank Washington Very (1852–1927)                                                        |
| Vesalius       | 61 km    | Andreas Vesalius (1514–1564)                                                             |
| Vestine        | 96 km    | Ernest Harry Vestine (1906–1968)                                                         |
| Vetchinkin     | 98 km    | Vladimir Petrovich Vetchinkin (1888–1950)                                                |
| Vieta          | 87 km    | François Viète (1540–1603)                                                               |
| Vilʹev         | 45 km    | Mikhail Anatolʹevich Vilʹev (1893–1919)                                                  |
| Virchow        | 16 km    | Rudolph Ludwig Karl Virchow (1821–1902)                                                  |
| Virtanen       | 44 km    | Artturi Ilmari Virtanen (1895–1973)                                                      |
| Vitello        | 42 km    | Erazmus Ciolek Witelo (1210–1285)                                                        |
| Vitruvius      | 29 km    | Marcus Pollio Vitruvius (cirka 100-talet f.Kr. – cirka 15 f.Kr., uppmärksammad 25 f.Kr.) |
| Viviani        | 26 km    | Vincenzo Viviani (1622–1703)                                                             |
| Vlacq          | 89 km    | Adriaan Vlacq (cirka 1600–1667)                                                          |
| Vogel          | 26 km    | Hermann Carl Vogel (1841–1907)                                                           |
| Volkov         | 40 km    | Vladislav Volkov (1935–1971)                                                             |
| Volta          | 123 km   | Count Alessandro Giuseppe Antonio Anastasio Volta (1745–1827)                            |
| Volterra       | 52 km    | Vito Volterra (1860–1940)                                                                |
| von Behring    | 38 km    | Emil Adolf von Behring (1854–1917)                                                       |
| von Békésy     | 96 km    | Georg von Békésy (1899–1972)                                                             |
| von Braun      | 60 km    | Wernher von Braun (1912–1977)                                                            |
| Von der Pahlen | 56 km    | Baron Emanuel von der Pahlen (1882–1952)                                                 |
| Von Kármán     | 180 km   | Theodore von Kármán (1881–1963)                                                          |
| Von Neumann    | 78 km    | John von Neumann (1903–1957)                                                             |
| Von Zeipel     | 83 km    | Edvard Hugo von Zeipel (1873–1959)                                                       |
| Voskresenskiy  | 49 km    | Leonid Alexandrovich Voskresenskiy (1913–1965)                                           |

## W
| Krater         | Diameter | Eponym                                            |
| -------------- | -------- | ------------------------------------------------- |
| W. Bond        | 156 km   | William Cranch Bond (1789–1859)                   |
| Walker         | 32 km    | Joseph Albert Walker (1921–1966)                  |
| Wallace        | 26 km    | Alfred Russel Wallace (1823–1913)                 |
| Wallach        | 6 km     | Otto Wallach (1847–1931)                          |
| Walter         | 1 km     | (Tyskt mansnamn)                                  |
| Walther        | 128 km   | Bernhard Walther (1430–1504)                      |
| Wan-Hoo        | 52 km    | Wan Hu (en kinesisk legend, först omtalad 1945)   |
| Wargentin      | 84 km    | Pehr Wargentin (1717–1783)                        |
| Warner         | 35 km    | Worcester Reed Warner (1846–1929)                 |
| Waterman       | 76 km    | Alan Tower Waterman (1892–1967)                   |
| Watson         | 62 km    | James Craig Watson (1838–1880)                    |
| Watt           | 66 km    | James Watt (1736–1819)                            |
| Watts          | 15 km    | Chester Burleigh Watts (1889–1971)                |
| Webb           | 21 km    | Thomas William Webb (1806–1885)                   |
| Weber          | 42 km    | Wilhelm Weber (1804–1891)                         |
| Wegener        | 88 km    | Alfred Lothar Wegener (1880–1930)                 |
| Weierstrass    | 33 km    | Karl Weierstrass (1815–1897)                      |
| Weigel         | 35 km    | Erhard Weigel (1625–1699)                         |
| Weinek         | 32 km    | Ladislaus Weinek (1848–1913)                      |
| Weiss          | 66 km    | Edmund Weiss (1837–1917)                          |
| Werner         | 70 km    | Johann Werner (1468–1528)                         |
| Wexler         | 51 km    | Harry Wexler (1911–1962)                          |
| Weyl           | 108 km   | Hermann Weyl (1885–1955)                          |
| Whewell        | 13 km    | William Whewell (1794–1866)                       |
| White          | 39 km    | Edward Higgins White, II (1930–1967)              |
| Wichmann       | 10 km    | Moritz Ludwig George Wichmann (1821–1859)         |
| Widmannstätten | 46 km    | Alois von Beckh-Widmannstätten (1753–1849)        |
| Wiechert       | 41 km    | Emil Johann Wiechert (1861–1928)                  |
| Wiener         | 120 km   | Norbert Wiener (1894–1964)                        |
| Wildt          | 11 km    | Rupert Wildt (1905–1976)                          |
| Wilhelm        | 106 km   | Wilhelm IV av Hessen-Kassel (1532–1592)           |
| Wilkins        | 57 km    | Hugh Percy Wilkins (1896–1960)                    |
| Williams       | 36 km    | Arthur Stanley Williams (1861–1938)               |
| Wilsing        | 73 km    | Johannes Wilsing (1856–1943)                      |
| Wilson         | 69 km    | Alexander Wilson (1714–1786)                      |
| Wilson         | 69 km    | Charles Thomson Rees Wilson (1869–1959)           |
| Wilson         | 69 km    | Ralph Elmer Wilson (1886–1960)                    |
| Winkler        | 22 km    | Johannes Winkler (1897–1947)                      |
| Winlock        | 64 km    | Joseph Winlock (1826–1875)                        |
| Winthrop       | 17 km    | John Winthrop (1714–1779)                         |
| Wolf           | 25 km    | Maximilian Wolf (1863–1932)                       |
| Wollaston      | 10 km    | William Hyde Wollaston (1766–1828)                |
| Woltjer        | 46 km    | Jan Woltjer (1891–1946)                           |
| Wood           | 78 km    | Robert Williams Wood (1868–1955)                  |
| Wright         | 39 km    | Frederick Eugene Wright (1877–1953)               |
| Wright         | 39 km    | Thomas Wright (1711–1786)                         |
| Wright         | 39 km    | William Hammond Wright (1871–1959)                |
| Wróblewski     | 21 km    | Sigmund von Wróblewski (1845–1888)                |
| Wrottesley     | 57 km    | John Wrottesley, 2:e baron Wrottesley (1798–1867) |
| Wurzelbauer    | 88 km    | Johann Philipp von Wurzelbauer (1651–1725)        |
| Wyld           | 93 km    | James Hart Wyld (1913–1953)                       |
| Wöhler         | 27 km    | Friedrich Wöhler (1800–1882)                      |

## X
| Krater     | Diameter | Eponym                     |
| ---------- | -------- | -------------------------- |
| Xenophanes | 125 km   | Xenophanes (570–480 f.Kr.) |
| Xenophon   | 25 km    | Xenophon (427–355 f.Kr.)   |

## Y
| Krater     | Diameter | Eponym                                     |
| ---------- | -------- | ------------------------------------------ |
| Yablochkov | 99 km    | Pavel Jablotjkov (1847–1894)               |
| Yakovkin   | 37 km    | Avenir Aleksandrovich Yakovkin (1887–1974) |
| Yamamoto   | 76 km    | Issei Yamamoto (1889–1959)                 |
| Yangelʹ    | 8 km     | Mikhail Kuzmich Yangelʹ (1911–1971)        |
| Yerkes     | 36 km    | Charles Tyson Yerkes (1837–1905)           |
| Yoshi      | 1 km     | (Japanskt mansnamn)                        |
| Young      | 71 km    | Thomas Young (1773–1829)                   |

## Z
| Krater     | Diameter | Eponym                                     |
| ---------- | -------- | ------------------------------------------ |
| Zach       | 70 km    | Franz Xaver von Zach (1754–1832)           |
| Zagut      | 84 km    | Abraham Zacuto (cirka 1450–cirka 1522)     |
| Zähringer  | 11 km    | Joseph Zähringer (1929–1970)               |
| Zanstra    | 42 km    | Herman Zanstra (1894–1972)                 |
| Zasyadko   | 11 km    | Alexander Dmitrievich Zasyadko (1779–1837) |
| Zeeman     | 190 km   | Pieter Zeeman (1865–1943)                  |
| Zelinskiy  | 53 km    | Nikolay Dimitrievich Zelinskiy (1860–1953) |
| Zeno       | 65 km    | Zenon från Kition (cirka 335–263 f.Kr.)    |
| Zernike    | 48 km    | Frits Zernike (1888–1966)                  |
| Zhiritskiy | 35 km    | Georgiy Sergeevich Zhiritskiy (1893–1966)  |
| Zhukovskiy | 81 km    | Nikolay Egorovich Zhukovskiy (1847–1921)   |
| Zinner     | 4 km     | Ernst Zinner (1886–1970)                   |
| Zöllner    | 47 km    | Johann Karl Friedrich Zöllner (1834–1882)  |
| Zsigmondy  | 65 km    | Richard Adolf Zsigmondy (1865–1929)        |
| Zucchius   | 64 km    | Niccolò Zucchi (1586–1670)                 |
| Zupus      | 38 km    | Giovanni Battista Zupi (cirka 1590–1650)   |
| Zwicky     | 150 km   | Fritz Zwicky (1898–1974)                   |